# Strathocles pulla
Strathocles pulla är en fjärilsart som beskrevs av Paul Dognin 1914. Strathocles pulla ingår i släktet Strathocles och familjen nattflyn. Inga underarter finns listade i Catalogue of Life.